# Anto Mateta
Anto Mateta, hrvatski bosanskohercegovački bivši nogometaš. Igrao za Željezničar iz Sarajeva. Počevši od sezone 1945./46. igrao je za Željezničar tri sezone. Željezničar je tad igrao u rangu Prvenstva grada Sarajeva i pobijedio finale BiH za Saveznu ligu, 1. i 2. saveznu ligu.